# Пилляр, Роман Александрович
Роман Александрович Пилляр (настоящее имя барон Ромуальд Людвиг Пиллар фон Пильхау; 1894 — 2 сентября 1937) — комиссар государственной безопасности 2-го ранга (1935).

## Биография
Родился в местечке Лапы Белостокского уезда в семье железнодорожного инженера (по другим документам родился в Вильно или в Ломжинской губернии Царства Польского). По происхождению остзейский немец из баронского рода Пиллар фон Пильхау. Двоюродный племянник Ф. Э. Дзержинского. С сентября 1905 года учился в гимназии в Вильно, Цюрихе (Швейцария), Аренсбурге (Лифляндская губерния), в г. Данилове Ярославской губ. С 1914 года активный участник революционного движения.

### Революция и Гражданская война
После победы Февральской революции с марта 1917 года секретарь Даниловского Совета крестьянских депутатов. В августе — октябре 1917 курсант военного училища в Москве. С октября 1917 года на подпольной работе в оккупированной германской армией Литве. Был арестован, до апреля 1918 находился в заключении. С апреля 1918 — один из руководителей партийного подполья в Вильно, председатель ВРК Литвы. Один из основателей КП Литвы и Белоруссии. В октябре 1918 избран в состав её ЦК, а на состоявшемся вскоре Пленуме — членом Виленского горкома и секретарем ЦК КПЛБ. Участвовал в боях с польскими легионерами.
С января 1919 член Президиума и секретарь ЦИК Литовско-Белорусской республики. При захвате поляками штаб-квартиры рабочих представителей на ул. Варка в Вильно пытался застрелиться, однако остался жив (пуля попала в легкое). В феврале — апреле 1919 года находился на излечении в госпитале. В мае, после захвата Вильно польскими войсками и падения Советов, был арестован и приговорен к смертной казни. Подвергся расстрелу, однако чудом выжил. В декабре 1919 по обмену пленными прибыл в РСФСР.

### 1920−1930-е годы
С января 1920 года зампред. Комиссии НКИД РСФСР по обмену политзаключенных с Польшей. С апреля особоуполномоченный ОО ВЧК Западного фронта. В октябре 1920 — марте 1921 находился на нелегальной работе в Верхней Силезии (Германия).
С марта 1921 года начальник 15-го спецотделения ОО ВЧК. С июля второй помощник начальника ОО ВЧК/ГПУ. Одновременно с декабря 1921 года помощник начальника ИНО ВЧК/ГПУ. В июле 1922 — декабре 1925 — заместитель начальника Контрразведывательного отдела (КРО) Секретно-оперативного управления (СОУ) ГПУ/ОГПУ А. Х. Артузова.
Во время Генуэзской конференции (1922) обеспечивал безопасность советской делегации. В 1924−1925 гг., наряду с А. Х. Артузовым, принимал непосредственное участие в разработке и осуществлении крупных контрразведывательных операций «Трест» и «Синдикат-2». В декабре 1925 — декабре 1929  — председатель ГПУ БССР, одновременно полпред ОГПУ по Западному/Белорусскому краю/БВО. С ноября 1929 года полпред ОГПУ по Северо-Кавказскому краю (СКК),
С ноября 1932 полпред ОГПУ по Средней Азии. С июля 1934 года — начальник УНКВД Средней Азии. В ноябре 1934 года был отозван в распоряжение ОК НКВД СССР. С декабря 1934 года — начальник УНКВД по Саратовскому краю/Саратовской области.

### Арест и следствие
16 мая 1937 года был снят с должности и в ночь на 17 мая арестован. Обвинён в принадлежности к ПОВ (Польская военная организация — в Советском Союзе в 1930-е годы в ходе массовых репрессий против поляков, в том числе коммунистов и деятелей Коминтерна, как правило, обвиняли в принадлежности к «Польской военной контрреволюционной организации») и агентуре польских разведорганов, а также в проведении вредительства в органах НКВД. 2 сентября 1937 г. Постановлением Комиссии в составе Наркомвнудела, Прокурора СССР и Председателя ВК ВС СССР осужден к высшей мере наказания «в особом порядке». В тот же день расстрелян.
В июле 1957 года определением ВК ВС СССР приговор отменён, и дело прекращено за отсутствием состава преступления.

## Награды
- орден Красного Знамени (1924);
- 2 знака Почетного работника ВЧК — ГПУ (1922; 1932);
- маузер с надписью «За беспощадную борьбу с контрреволюцией»
- Почетная грамота Коллегии ОГПУ (1927).